# Махов, Сергей Михайлович
Сергей Михайлович Махов (род. 16 октября 1978, Москва) — российский муниципальный деятель, с 2014 по 2017 год глава управы района Восточное Измайлово, с весны 2017-го — глава управы района Вешняки. С ноября 2018 г. по 19 марта 2021 г. глава управы района Соколиная гора.

## Краткая биография
Сергей Михайлович Махов родился 16 октября 1978 года в городе Москва, СССР.
В 2000 году окончил Финансовый университет при Правительстве Российской Федерации по специальности «Финансы и кредит». Сразу же после окончания университета, проходил службу в Вооружённых силах России до 2001 года.
Через 5 лет, в 2006 году получил профессию юриста, окончив Российский государственный социальный университет.
с 2014 по 2017 года являлся главой управы Восточного Измайлова, а с марта 2017 по ноябрь 2018 занимал должность главы управы Вешняков.
Женат, имеет троих детей.